# Georgios Georgiadis
Georgios Georgiadis, řecky Γιώργος Χ. Γεωργιάδης (* 8. březen 1972, Kavala) je bývalý řecký fotbalista. Nastupoval většinou na postu krajního záložníka. V současnosti je trenérem v klubu PAOK Soluň.
S řeckou reprezentací vyhrál mistrovství Evropy roku 2004. V národním mužstvu hrál v letech 1993–2004 a odehrál 61 zápasů, v nichž vstřelil 11 gólů.
Třikrát se stal mistrem Řecka, dvakrát s Panathinaikosem Athény (1995, 1996), jednou s Olympiakosem Pireus (2005). Šestkrát získal řecký fotbalový pohár, třikrát s Panathinaikosem (1994, 1995, 1996), dvakrát s PAOK (2001, 2003), jednou s Olympiakosem (2005).
V sezóně 1994/95 byl vyhlášen nejlepším hráčem řecké ligy.